# Сатовча
Сатовча (болг. Сатовча) — село в Благоевградской области Болгарии. Административный центр общины Сатовча. Находится примерно в 86 км к юго-востоку от центра города Благоевград. По данным переписи населения 2011 года, в селе проживало 1944 человека.

## Население
| Год     | 1934 | 1946 | 1956 | 1965 | 1975 | 1985 | 1992 | 2001 | 2011 |
| ------- | ---- | ---- | ---- | ---- | ---- | ---- | ---- | ---- | ---- |
| Жителей | 1417 | 1613 | 1787 | 2076 | 2231 | 2269 | 2405 | 2350 | 1944 |

| Национальность  | Человек | Процент |
| --------------- | ------- | ------- |
| болгары         | 1334    | 82,6 %  |
| турки           | 26      | 1,61 %  |
| цыгане          | 176     | 10,9 %  |
| другие          | 10      | 0,62 %  |
| не определились | 69      | 4,27 %  |
| Всего ответов   | 1615    |         |

|  |